# Distrito de Tambillo
El Distrito de Tambillo es uno de los dieciséis distritos que conforman la Provincia de Huamanga, ubicada en el Departamento de Ayacucho, Perú.

## Historia
El distrito fue creado en los primeros años de la República. Su capital es el centro poblado del distrito de Tambillo. Como aniversario, se celebra el 29 de junio de 1821 todos los años en la plaza principal: ese mismo día también se celebra la fiesta costumbrista de San Pedro de Tambillo ese día es lindo hay de todo desfile escolar . y los representativos de todas las comunidades la feria que organiza la municipalidad,y el recorrido de procesión del sr. san pedro y por último hay gran corrida de toros a la costumbre tambillino, donde se disfruta buenos platos típicos al estilo del pueblo.[cita requerida]

## Autoridades

### Municipales
- 2019 - 2022[2]
  - Alcalde: Carlos Alfredo Cabrera Quispe, de Qatun Tarpuy.
  - Regidores:

  1. Lucio Sayritupac Tineo (Qatun Tarpuy)
  2. Luis Felipe Paucar Zamora (Qatun Tarpuy)
  3. Alejandro Miranda Paullo (Qatun Tarpuy)
  4. Juana María Loayza Huaranccay (Qatun Tarpuy)
  5. Reynaldo Hilario Quispe Sulca (Movimiento Independiente Innovación Regional)

Alcaldes anteriores
| Nº | Alcalde                   | Partido                                               | Inicio del mandato | Fin del mandato |
| -- | ------------------------- | ----------------------------------------------------- | ------------------ | --------------- |
| 1  | Teofilo Tineo Cabrera     | Alianza Acción Popular - Democracia Cristiana         | 1964               | 1966            |
| 2  | Teofilo Tineo Cabrera     | Alianza Acción Popular - Democracia Cristiana         | 1967               | 1969            |
| 3  | Celestino Canchari Quispe | Acción Popular                                        | 1981               | 1983            |
| 4  | Fortunato Pinco Godoy     | Movimiento Independiente Agrario                      | 1993               | 1995            |
| 5  | Nestor Curahua Anaya      | L.I. Nro 27 Movimiento Independiente Integración Wari | 1996               | 1998            |
| 6  | Hilario Quispe Rojas      | Acción Cívica                                         | 1999               | 2002            |
| 7  | Nestor Curahua Anaya      | Partido Aprista Peruano                               | 2003               | 2006            |
| 8  | Arturo Quispe Solorzano   | Movimiento Independiente Innovación Regional          | 2007               | 2010            |
| 9  | Arturo Quispe Solorzano   | Perú Posible                                          | 2011               | 2014            |
| 10 | Victor Miranda Prado      | Alianza Renace Ayacucho                               | 2015               | 2018            |

## Festividades
- 29 de junio: Fiesta de San Pedro
- 7 de octubre: Fiesta de Virgen del Rosario